# Národní bezpečnostní agentura
Národní bezpečnostní agentura (The National Security Agency, zkratka NSA) je vládní kryptologická organizace Spojených států amerických, spadající pod Ministerstvo obrany, která oficiálně vznikla 4. listopadu 1952. Je odpovědná za sběr a analýzu zahraniční komunikace, koordinuje, řídí a provádí vysoce specializované činnosti, jejichž účelem je získávání zpráv zahraničních rozvědek. Je taktéž odpovědná za ochranu informačních systémů uvnitř vlády Spojených států a její komunikace s jinými agenturami. Výše zmíněné činnosti vyžadují značné prostředky pro kryptoanalýzu a kryptografii.
Speciální částí NSA je tzv. U. S. Intelligence Community vedená ředitelem národní rozvědky. Od května 2018 agenturu vede generál Paul M. Nakasone. Agentura má sídlo ve Fort Meade ve státě Maryland.

## Historie
20. května 1949 byla založena Armed Forces Security Agency (AFSA) čili předchůdkyně dnešní NSA. Tato organizace byla původně zavedena v rámci Ministerstva obrany Spojených států amerických pod vedením Sboru náčelníků štábů (Joint Chiefs of Staff). Úkolem AFSA bylo řízení komunikace a výzvědných elektronických aktivit Vojenské zpravodajské služby. Tato agentura ovšem měla malou moc a nedostatek centralizované koordinace. Vytvoření NSA pramenilo ze zprávy CIA dne 10. prosince 1951 odeslané ředitelem Walterem Bedellem Smithem vedoucímu tajemníkovi Jamesi S. Layovi na National Security Council (NSC). Zpráva říkala, že kontrola a koordinace souboru a zpracovávání informací komunikačními výzvědnými službami se ukázala neúčinnou, a doporučila průzkum komunikačních výzvědných aktivit. Návrh byl přijat dne 13. prosince 1951 a studie byla povolena 28. prosince 1951. Zpráva (pojmenovaná po předsedovi výboru Herbertu Brownellovi a obecně známá jako „Brownell Committee Report“) byla dokončena 13. června 1952. Zmapovala historii komunikace (hlášení) tajných služeb v USA.

## Pravomoc
NSA má některé speciální pravomoci, které nemá žádná z bezpečnostních složek USA. Zejména pak odposlouchávat telefonní hovory, číst e-maily a další bez povolení soudu.[zdroj⁠?!] Dále má NSA speciální systémy jako „Velké ucho“, které poslouchá na dnech oceánu a informuje tak USA o pohybu lodí a ponorek, a další systémy, které jsou přísně utajeny.[zdroj⁠?!] NSA má svoji databanku, kde jsou uchovány všechny důležité a tajné informace (deklarace, smlouvy, odpalovací kódy, plány ponorek a zbraní, informace o misích USA…).[zdroj⁠?!] NSA hraje významnou roli při potírání terorismu v USA. Spekuluje se, že zabránila již 12 teroristickým útokům, ale tahle čísla nejsou ověřena[zdroj⁠?!] (NSA je utajovaná organizace, takže o svých aktivitách mlčí).

## Aktivity

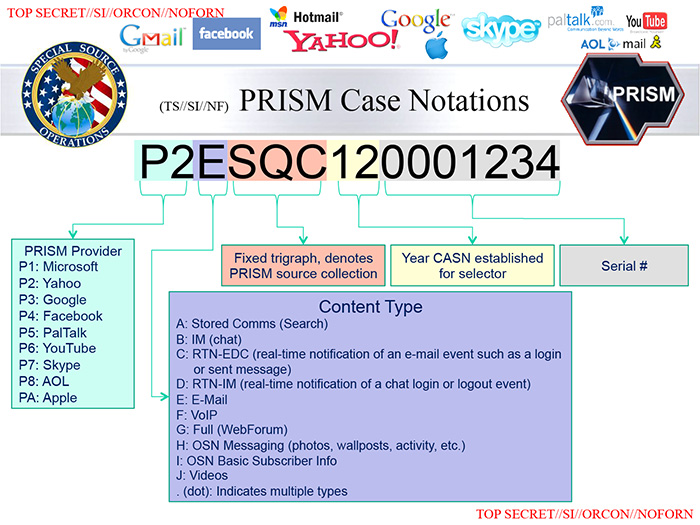
Globální sledovací program PRISM

NSA je nechvalně proslulá různými skandály ohledně mimosoudního odposlouchávání a shromažďování dat o občanech USA, jakož i cizích státních příslušnících.

### ECHELON
NSA provozuje tento projekt společně s tajnými službami dalších čtyř anglofonních států. Jedná se o systém prostředků určených k zachycování a zpracování komunikace vedené přes komunikační satelity.

### Šifrování
Jako certifikační autorita na internetu jsou dominantní USA. Jejich společnosti mají podíl na trhu přes 90 %. NSA tak může odposlouchávat většinu komunikace. NSA také uplácí, aby šifrování byla úmyslně oslabena a například instalována zadní vrátka.

### Databáze telefonních hovorů
Britský deník Guardian v roce 2013 zveřejnil tajný soudní příkaz, kterým Národní bezpečnostní agentura (NSA) získala povolení k přístupu k datům telekomunikační společnosti Verizon, jejíž služby využívá kolem 100 milionů klientů. Databáze zahrnovala vnitrostátní i zahraniční hovory.
NSA sice od Verizonu nezískala ani obsah hovorů, ani jména volajících. Denně však shromažďovala informace o kontaktech, místech, odkud oba účastníci hovoru telefonovali, délce jejich konverzace a celkovém času hovorů za poslední tři měsíce.
Tyto snahy jsou samozřejmě dlouhodobého charakteru, s odposloucháváním začala už vláda prezidenta Bushe po 11. září. Úniky proběhly už v roce 2006.

### Telefonní karty
NSA získala klíče největšího výrobce SIM karet a mohla tak nezávisle odposlouchávat hovory.

### Platební karty
Američtí vydavatelé platebních karet předávají informace o platbách NSA. Přičemž dominantními vydavateli platebních karet jsou USA a Čína.

### PRISM
Projekt PRISM zahrnuje analýzu dat poskytnutých firmami Facebook, Google, Microsoft, Yahoo a pěti dalšími americkými internetovými firmami. Informaci přinesly v červnu 2013 The Washington Post a The Guardian na základě tipu od Edwarda Snowdena, zaměstnance bezpečnostní agentury spolupracující s NSA. To způsobilo menší skandál, americká vláda sledování přiznala, všechny dotčené společnosti ho naopak popřely.

### Datové centrum vUtahu
V Camp Williams nedaleko Salt Lake City se pro NSA staví obří datové centrum, které má být dokončeno v září 2013. Toto datacentrum má disponovat kapacitou až 1 jottabajt (kvadrilion bajtů, 1024 ). Další parametry zahrnují rozlohu 1–1,5 milionu čtverečních stop, cenu 1,5–2 miliardy USD (podle odhadů další dvě miliardy dolarů padnou na údržbu, hardware a software), spotřeba energie má být 65 megawattů. Účel je tajný.

## Nejkontroverznější aktivity NSA
Aféry sledovacích aktivit tajné služby NSA:
- denně sbírá po celém světě a uchovává okolo 200 milionů SMS zpráv
- sledovala téměř 100 000 počítačů v cizích zemích
- každý den zachytí a uloží 1,7 miliardy emailů
- za jeden měsíc zpracovává asi 181 milionů nových záznamů (např. emaily, audio, foto a video)

Celosvětově používané šifrovací standardy, které vydává NIST, jsou prakticky dílem NSA. Pro zadní vrátka pak komunikace nemusí být pro NSA šifrovaná.
Na tajném programu PRISM se podílely společnosti jako Microsoft, Yahoo, Google, Facebook, YouTube a Apple.
Sledována byla komunikace světových politiků včetně německé kancléřky Angely Merkelové. Podle německého listu Bild am Sonntag americký prezident Barack Obama nařídil NSA, aby o kancléřce vytvořila rozsáhlý spis.
NSA má divizi zvanou Tailored Access Operations (TAO), která provádí hackerské útoky. Hackeři pod názvem Equation Group možná také pracují pro NSA a podle společnosti Kaspersky stojí Equation Group za nejméně 500 infekcemi počítačů ve finančním, energetickém, vládním i vojenském sektoru ve 42 zemích. Podle Snowdena hackeři z NSA způsobili téměř kompletní internetový výpadek v Sýrii v roce 2012.